# Golubinka
Golubinka (en ucraïnès: Голубинка) és un poble de la República Autònoma de Crimea, a Ucraïna, que el 2014 tenia 1.433 habitants. Pertany al districte de Bakhtxissarai. Fins al 1945 la vila es deia Fotí-Salà.

## Població
Segons les dades del 2001 la composició de la població de la vila de Golubinka d'acord amb la llengua que empren és la següent:
| Llengua  | %     |
| -------- | ----- |
| Rus      | 56,97 |
| Tàtar    | 35,19 |
| Ucraïnès | 7,31  |
| Altres   | 0,38  |